# Ga Đông Hà
Ga Đông Hà là một nhà ga xe lửa tại phường Nam Đông Hà, tỉnh Quảng Trị. Nhà ga là một điểm của đường sắt Bắc Nam và nối với ga Hà Thanh với ga Quảng Trị.

## Các tuyến
- Đường sắt Bắc Nam